# تپه یددی امام
تپه یددی امام مربوط به سده‌های اولیه دوران‌های تاریخی پس از اسلام است و در شهرستان خدابنده، بخش مرکزی، روستای منطش واقع شده و این اثر در تاریخ ۲۳ شهریور ۱۳۸۲ با شمارهٔ ثبت ۱۰۰۴۳ به‌عنوان یکی از آثار ملی ایران به ثبت رسیده است.